# Episinus variacorneus
Episinus variacorneus là một loài nhện trong họ Theridiidae.
Loài này thuộc chi Episinus. Episinus variacorneus được miêu tả năm 1992 bởi Jun Chen, Peng & Zhao.